# NGC 3783
NGC 3783 est une vaste galaxie spirale barrée située dans la constellation du Centaure. Sa vitesse par rapport au fond diffus cosmologique est de 3 234 ± 22 km/s, ce qui correspond à une distance de Hubble de 47,7 ± 3,4 Mpc (∼156 millions d'al). NGC 3783 a été découverte par l'astronome britannique John Herschel en 1835.

## Caractéristiques
La classe de luminosité de NGC 3783 est I-II et elle présente une large raie HI.

### Distance
Sa vitesse par rapport au fond diffus cosmologique est de 3 234 ± 22 km/s, ce qui correspond à une distance de Hubble de 47,7 ± 3,4 Mpc (∼156 millions d'al).
À ce jour, deux mesures non basées sur le décalage vers le rouge (redshift) donnent une distance de 47,750 ± 13,081 Mpc (∼156 millions d'al), ce qui est à l'intérieur des valeurs de la distance de Hubble. Notons cependant que c'est avec la valeur moyenne des mesures indépendantes, lorsqu'elles existent, que la base de données NASA/IPAC calcule le diamètre d'une galaxie et qu'en conséquence le diamètre de NGC 3783 pourrait être d'environ 55,6 kpc (∼181 000 al) si on utilisait la distance de Hubble pour le calculer.

### Morphologie
Dans la  bande K infrarouge, NGC 3982 présente une barre centrale de 18 secondes d'arc dont l'ellipticité maximale est de 0,44. L'angle de position de celle-ci est de 162°.

### Galaxie de Seyfert
NGC 3783 est une galaxie active de type Seyfert 1.5.

## Un trou noir supermassif au centre de NGC 3783
Selon les auteurs d'un article publié en 2002, la masse du trou noir central de NGC 3783 est de 8,71 x 106{\displaystyle M_{\odot }} (106,94{\displaystyle M_{\odot }}).  
Selon un article publié en 2004 un trou noir supermassif dont la masse est de (29,8 ± 5,4) x 106 {\displaystyle M_{\odot }} se trouve au centre de NGC 3783.
Selon une étude publié en 2015, la masse du trou noir central de NGC 3783 est 50,1 +14,5
-11,2*106{\displaystyle M_{\odot }} (107,7 ± 0,11 {\displaystyle M_{\odot }}).
Le spectre de rayons X réalisé par le télescope spatial Chandra de NGC 3783 révèle la présente d'atomes fortement ionisés plongeant vers le trou noir supermassif se trouvant au centre de cette galaxie. Des ions d'oxygène, de néon, de magnésium, de silicium, de soufre d'argon et de fer ont été détectés dans le flot de particules,.
Selon les auteurs d'un article publié en 2012, la connaissance de la masse d'un trou noir central et du taux d'accrétion par celui-ci permet d'estimer le taux de formation d'étoiles dans la région centrale des galaxies de type Seyfert. Ce taux pour NGC 3783 serait à l'intérieur d'un rayon de 1 kpc de 0,05 {\displaystyle M_{\odot }}/an.